# Гурко, Василий Иосифович
Васи́лий Ио́сифович Гу́рко (Роме́йко-Гу́рко) (8 (20) мая 1864 года, Царское Село, Российская империя — 11 февраля 1937 года, Рим, Королевство Италия) — русский генерал от кавалерии (1916); автор ряда книг. Монархист.
Весной 1917 года был командующим войсками Западного фронта русской армии.

## Биография
Родился в Царском Селе в семье генерал-фельдмаршала Иосифа Владимировича Гурко, из потомственных дворян Могилёвской губернии.
Учился в Ришельевской гимназии и в Пажеском корпусе: 31 августа 1883 года зачислен в младший специальный класс, 1 сентября 1884 года переведён в старший специальный класс, 25 сентября произведён в камер-пажи.
Службу начал корнетом 7 августа 1885 года в лейб-гвардии Гродненском гусарском полку. В 1889 году поступил, а в 1892 году окончил Николаевскую академию Генерального штаба по первому разряду и был причислен к Генеральному штабу. 30 августа 1889 года получил чин поручика, а в 1890 году — штабс-ротмистра. За отличные успехи в учёбе 5 мая 1892 года был награждён годовым жалованьем по чину основного оклада. По окончании академии состоял офицером для поручений, обер-офицером при командующем Варшавским военным округом с прикомандированием на время лагерных сборов к войскам Туркестанского военного округа. В ноябре 1892 года назначен на должность старшего адъютанта по строевой части штаба 8-й пехотной дивизии. Впоследствии был прикомандирован к Гродненскому гусарскому полку и 1 ноября 1893 года вступил в командование его 1-м эскадроном. После ряда штабных должностей 9 августа 1896 года подполковник Гурко был назначен штаб-офицером для особых поручений при командующем войсками Варшавского военного округа.

Военные атташе держав в армии буров. По рядам: стоят : в накидке капитан Рейхман (САСШ), лейтенант Томпсон (Нидерланды), капитан Алюм (Норвегия); сидят : полковник Василий Иосифович Ромейко-Гурко (Россия), капитан Деманж (Франция), лейтенант Дюваль; на земле сидит Фишер, наблюдатель от Оранжевой республики

Во время англо-бурской войны в 1899—1900 годах состоял военным агентом при войсках буров. В этот период (7 августа 1900 года) был произведён в полковники, а также награждён Орденом Св. Владимира 4-й степени (1 января 1901 года). В 1900—1901 годах служил в канцелярии Военно-учёного комитета; в апреле — ноябре 1901 года был военным агентом в Берлине. Затем находился в распоряжении начальника Главного штаба.

### Русско-японская война
С началом Русско-японской войны с февраля 1904 года — штаб-офицер для поручений при генерал-квартирмейстере Маньчжурской армии. По прибытии в Ляоян был командирован исполнять должность начальника штаба 1-го Сибирского армейского корпуса. Сдав её в конце мая генералу Иванову, Гурко был оставлен при генерале Г. К. Штакельберге, деятельным помощником которого он и явился в дни Вафангоуской операции. Отозванный затем в конце июня в штаб армии, Гурко некоторое время заведовал военной цензурой, а 20 июля был назначен временно исполняющим должность начальника Уссурийской отдельной конной бригады и начальника конницы Южного отряда. С ней Гурко прикрывал отступление отряда к Ляояну, а во время Ляоянского сражения обеспечивал от прорыва 6-вёрстный промежуток между I и III Сибирскими корпусами и охранял левый фланг армии.
В дни боёв на реке Шахе Гурко вновь временно исполнял должность начальника штаба 1-го Сибирского корпуса и принял деятельное участие в организации атаки Путиловской сопки, по занятии которой он был назначен начальником Путиловского участка обороны.
В ноябре 1904 года на Гурко было возложено формирование штаба корпуса при отряде генерала П. К. Ренненкампфа, стоявшего у Цинхечена; при этом отряде Гурко находился в качестве начальника штаба в течение всего периода Мукденских боёв (с 4 февраля 1905 года).
По отступлении к Сыпингаю Гурко было поручено организовать оборону крайнего левого фланга и связь с тылом; он участвовал в ряде дальних рекогносцировок в долине Хунхе, а затем назначен начальником Забайкальской отдельной казачьей бригады, входившей в состав отряда генерал-адъютанта П. И. Мищенко.
С марта 1905 года командир 2-й бригады Урало-Забайкальской сводной казачьей дивизии, с апреля 1906 года — 2-й бригады 4-й кавалерийской дивизии.
В период с 1906 по 1911 год — председатель Военно-исторической комиссии по описанию Русско-японской войны. В 1908—1910 годах активно сотрудничал с тогдашним председателем думской комиссии государственной обороны А. И. Гучковым. Об этом сотрудничестве генерал А. С. Лукомский писал так:

В конце 1908 г., с разрешения военного министра Редигера, подтверждённого в 1909 г. новым военным министром генералом Сухомлиновым, генерал В. И. Гурко на своей частной квартире собирал представителей различных отделов Военного министерства — с целью знакомить лидеров различных партий Государственной думы и желающих членов комиссии обороны Государственной думы с различными вопросами, их интересовавшими, и более детально и подробно разъяснять причины необходимости проведения тех или иных законопроектов. Члены Государственной думы на эти собеседования приглашались персонально председателем комиссии обороны Государственной думы. На этих собеседованиях сообщались такие секретные данные, которые считалось невозможным оглашать не только в общем собрании Государственной думы, но даже и на заседаниях комиссии обороны. Это общение и даваемые разъяснения в значительной степени облегчали проведение различных законопроектов.
Я должен констатировать, что за всё время работы 3-й и 4-й Государственных дум ни одно из представлений Военного министерства, касавшихся улучшения боеспособности армии или обороны страны, не было отклонено.

С 12 марта 1911 года — начальник 1-й кавалерийской дивизии с зачислением по армейской кавалерии.

### Первая мировая война
В. И. Гурко вспоминал:

Великая европейская война застигла меня в 1914 году во главе 1-й армейской кавалерийской дивизии, которая в мирное время была расквартирована в Москве и по городкам в окрестностях древней столицы. Я командовал этой дивизией немногим более трёх лет и близко знал всех её чинов, начиная от самых заслуженных штаб-офицеров и кончая последним, только что поступившим в полк корнетом… я был совершенно доволен, поскольку чувствовал, что среди своих подчинённых наверняка найду достойных доверия помощников для выполнения самых сложных и рискованных задач, которые только могут выпасть на долю кавалерии.
Дивизия в составе 1-й армии (командующий — генерал от кавалерии П.-Г. К. Ренненкампф) Северо-Западного фронта сосредоточилась в городе Сувалки. Как старшему начальнику В. И. Гурко была подчинена находившаяся там же 5-я стрелковая бригада. Войска под командованием Гурко принимали участие в Восточно-Прусской операции. Соединение В. И. Гурко отличилось в ходе данной операции.

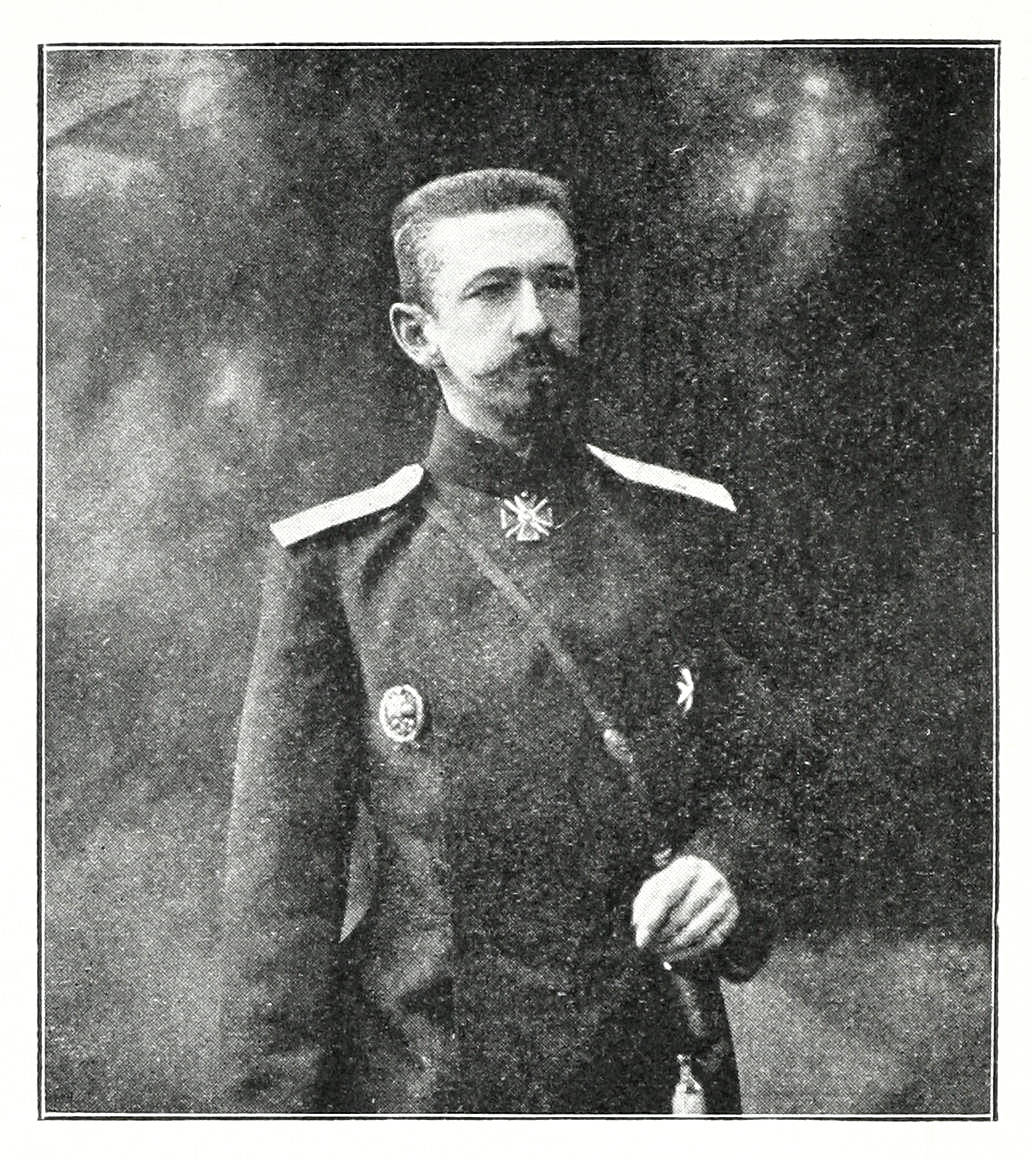
Рисунок из статьи «Гурко»
(«Военная энциклопедия Сытина»)

С 9 ноября 1914 года командовал 6-м армейским корпусом (4-я и 16-я пехотные дивизии, с ноября также 67-я и 55-я пехотные дивизии и 16-я артиллерийская бригада). 7 января 1915 года корпус был передан во 2-ю армию (командующий генерал от инфантерии В. В. Смирнов). В период 18 — 23 января 1915 г. отлично зарекомендовал себя во главе армейской группы у Воли Шидловской.
С июня 1915 года — в составе 11-й армии (командующий генерал от инфантерии Д. Г. Щербачёв) Юго-Западного фронта. Корпус был переброшен в Галицию, где принял участие в ударе во фланг наступавших германских частей генерал-полковника А. фон Макензена. В это время генералу Гурко был подчинён также 22-й армейский корпус. В этих боях подчинённые ему войска нанесли поражение двум корпусам неприятеля, взяв до 13 тыс. пленных, 6 артиллерийских орудий и около 40 пулемётов.
3 ноября 1915 года В. И. Гурко был награждён орденом Св. Георгия 3-й степени.
Осенью 1915 года 6-й армейский корпус принял участие в наступательной операции южных армий Юго-Западного фронта на реке Серет. К началу ноября корпус Гурко и 17-й армейский корпус взяли более 10 тыс. пленных.
С 6 декабря 1915 года назначен временно командующим, а 21 февраля 1916 года утверждён в должности командующего 5-й армией. Под командованием Гурко армия приняла участие в неудачной наступательной операции по прорыву эшелонированной обороны противника — Нарочской операции Северного и Западного фронтов с 5 по 17 марта 1916 года. 8—12 марта армия наносила удар силами 13-го, 28-го и 37-го армейских корпусов (две ударные группы под командованием генералов И. К. Гандурина и В. А. Слюсаренко) от Якобштадта на Поневеж. Прорвать оборону врага русские войска не смогли. Потери 5-й армии достигли 38 тыс. человек.
14 августа 1916 года Гурко назначен на должность командующего войсками Особой армии, созданной на базе армейской группы генерала от кавалерии В. М. Безобразова. После передачи армии в состав Юго-Западного фронта перед ней была поставлена задача нанесения удара на Ковель. Однако намеченное на 17 сентября наступление было сорвано ударом германской группы генерала кавалерии Г. дер фон Марвица. С 19 по 22 сентября Особая и 8-я армии провели безрезультатное пятое Ковельское сражение, а к концу месяца — шестое. На 150-километровом участке армии противостояли 23 германские и австрийские дивизии.
Во время отпуска по болезни М. В. Алексеева с 11 ноября 1916-го до 17 февраля 1917 года исполнял обязанности начальника штаба Верховного главнокомандующего. На этой должности занимался реформированием 16-батальонных дивизий в 12-батальонные, создал 60 новых дивизий 4-й очереди и разрабатывал план кампании 1917 года. Этот план предусматривал перенос основных боевых действий в Румынию и на Балканы и не был принят на совещании главнокомандующих фронтами (принят более компромиссный вариант, устраивающий всех командующих армиями). С 19 января по 7 февраля В. И. Гурко был активным участником Петроградской конференции союзников, проводившейся с целью согласования внешнеполитических мероприятий и стратегических планов войны. Кроме России, в конференции участвовали делегации Великобритании, Франции и Италии. Гурко выступал на конференции с докладом о военных планах России на 1917 года и активно участвовал в развернувшихся дискуссиях, представляя Главное командование русской армии (официально главной российской делегации был министр иностранных дел).
После Февральской революции с 31 марта — командующий войсками Западного фронта (до мая 1917 года). Безуспешно пытался восстановить в войсках дисциплину, упавшую после революционных событий.
После обнародования в приказе по армии и флоту Декларации прав военнослужащих 15 мая написал в рапорте Верховному главнокомандующему и министру-председателю Временного правительства, что «снимает с себя всякую ответственность за благополучное ведение дела». За это указом Временного правительства от 22 мая 1917 года смещён с должности с запрещением назначать его на пост выше начальника дивизии. С 23 мая 1917 года состоял в распоряжении Верховного главнокомандующего.
В. И. Гурко — один из наиболее передовых русских генералов эпохи Первой мировой войны.

### Арест и эмиграция
В августе — сентябре 1917 года по постановлению Временного правительства находился в заключении в течение месяца в Трубецком бастионе Петропавловской крепости. 8 сентября ему было объявлено о высылке за границу. Когда выяснилось, что его высылка через Финляндию невозможна, был вторично арестован; спустя неделю ему было позволено покинуть Россию через Архангельск при содействии британских властей. 14 октября уволен со службы. Прибыл в Англию 15 октября 1917 года.
Жил в Италии, активно участвовал в деятельности Русского общевоинского союза (РОВС), занимал пост председателя Союза инвалидов, сотрудничал в печатном органе РОВС журнале «Часовой».
Скончался 11 февраля 1937 года; похоронен на римском кладбище Тестаччо.

## Семья
Первым браком был женат на Эмилии Николаевне Мартыновой, дочери Н. С. Мартынова и вдове своего покойного боевого товарища — Дмитрия Егоровича Комаровского (ум. 09.03.1901). По словам современника, генеральша Эмилия Комаровская играла видную роль в Варшаве в период губернаторства там князя Имеретинского.
В эмиграции женился на француженке Габриэль Трарьё (фр. Gabrielle Trarieux d'Egmont, в православии София (фр. Sophie de Gourko), 4 апреля 1900 — 4 апреля 1981, Рабат). От этого брака родились две дочери:
- Мария (фр. Marie, Gabrielle, Constance de Gourko, 13 октября 1931, Париж — 26 марта 2014, Касабланка). Проживала в Касабланке с 1961 года до своей кончины;
- Екатерина (в монашестве Мария (Гурко)[21][22], 1935, Бельгия — 10 марта 2013, Париж).

В 1946 году София с дочерьми переехала в Марокко. Вместе с младшей дочерью была членом приходской общины Воскресенского храма в Рабате. Похоронена на местном христианском кладбище у восточной стены русской православной часовни (1981). После кончины матери Екатерина вернулась во Францию, приняла монашеский постриг от митрополита Филарета (Вахромеева) с наречением имени Мария, в честь святой Марии Египетской (1983), много лет трудилась в канцелярии Западно-Европейского экзархата Московского Патриархата в Париже, затем в храме Новомучеников и Исповедников Российских в Ванве, похоронена на кладбище Сент-Женевьев-де-Буа (2013). Кавалер французского ордена «За заслуги» (1996).

## Награды
- Орден Святого Станислава 3-й ст. (30.08.1894);
- Орден Святой Анны 3-й ст. (14.05.1896);
- Орден Святого Владимира 4-й ст. (01.01.1901);
- Орден Святого Станислава 2-й ст. с мечами (12.06.1904);
- Золотое оружие с надписью «За храбрость» (04.01.1905);
- Орден Святого Владимира 3-й ст. с мечами (25.08.1905);
- Орден Святой Анны 2-й ст. с мечами (04.11.1904);
- Орден Святого Станислава 1-й ст. (06.12.1908);
- Орден Святого Георгия 4-й ст. (ВП 25.10.1914);
- Орден Святой Анны 1-й ст. с мечами (ВП 26.05.1915);
- Орден Святого Владимира 2-й ст. с мечами (ВП 04.06.1915);
- Орден Белого орла с мечами (ВП 22.10.1915);
- Орден Святого Георгия 3-й ст. (ВП 03.11.1915).

## Публикации
- Донесения Генеральнаго Штаба Подполковника Гурко, командированнаго в Южную Африку. СПб. 1900.
- Война Англии с Южно-Африканскими Республиками 1899—1901. — СПб., 1901.
- Gourko B. Memories and Impressions of War and Revolution in Russia 1914—1917. — London: John Murray, 1918.
- Россия 1914—1917 гг. Воспоминания о войне и революции. — Берлин, 1922.
- Гурко В. Война и революция в России. Мемуары командующего Западным фронтом. 1914—1917. — М.: Центрполиграф, 2007. — 399 с. — (Свидетели эпохи). — ISBN 978-5-9524-2972-7.